# Саймон, Андре
Андре Саймон (англ. André Simon, 13 ноября 1987 — 8 июня 2023, Хьюстон, США) — антигуанский шоссейный велогонщик.

## Карьера
Принял участие в Играх Содружества 2014 года, Играх Центральной Америки и Карибского бассейна 2014 года, Панамериканских играх 2015 года.
Несколько раз становился чемпион Антигуа и Барбуды в групповой и индивидуальной гонках.

## Достижения
2012
Antigua and Barbuda Season Opener
3-й этап на Father's Day Race
3-й этап на Сабвей 3-Стейдж Рейс
2-й на Чемпионат Антигуа и Барбуды — групповая гонка
2013
 Чемпион Антигуа и Барбуды — групповая гонка
Saint John's (ABACA Circuit Race)
Сабвей 3-Стейдж Рейс
генеральная классификация
1-й и 3-й этапы
OECS Cycling Challenge
2014
 Чемпион Антигуа и Барбуды — индивидуальная гонка
Fig Tree Hill Road Race
Scrubbo's Time Trial
2015
Antigua and Barbuda Season Opener
Fig Tree Hill Road Race
Robert Peters Race
генеральная классификация
1-й и 2-й этапы
OECS Cycling Challenge
ABACA Circuit Race
Сабвей 3-Стейдж Рейс
генеральная классификация
1-й этап
Jason Bally Memorial
2-й на Чемпионат Антигуа и Барбуды — групповая гонка
3-й на Чемпионат Антигуа и Барбуды — индивидуальная гонка
2016
 Чемпион Антигуа и Барбуды — индивидуальная гонка
Antigua and Barbuda Season Opener
Robert Peters Race
генеральная классификация
1-й и 2-й этапы
Shirley Heights Challenge
3-й на Чемпионат Антигуа и Барбуды — групповая гонка

## Рейтинги
| Год                  | 2015 | 2016   |
| -------------------- | ---- | ------ |
| Мировой рейтинг UCI  |      | 1227-й |
| Американский тур UCI | 95-й | 134-й  |
|                      |      |        |
| Источник: UCI        |      |        |